# فرانك مكدونالد
فرانك مكدونالد (بالإنجليزية: Frank McDonald)‏ هو لاعب كرة قدم أمريكية أمريكي، ولد في 1933 في نيوجيرسي في الولايات المتحدة.